# Yamal (satellite)
Pour les articles homonymes, voir Yamal.
Yamal (en russe : Яма́л) est une série de satellites de télécommunications mis au point et exploités par Gazprom Space Systems. Né du besoin de connectivité du géant de l'extraction de gaz naturel Gazprom, le système a été cédé à une société propre et a ouvert le réseau à des tiers, voire au secteur de la radiodiffusion publique. Yamal et la constellation Ekspress de Russian Satellite Communications Company (en) sont les deux seuls opérateurs de satellites nationaux en Russie.

## Historique
En 1997, même avant le lancement de leurs premiers satellites (Yamal 101 et Yamal 102), Gazkom planifiait la deuxième génération. À cette époque, ils avaient prévu 24 satellites de deuxième génération. Ce plan extrêmement agressif a été réduit en 2001 avec le lancement de quatre satellites de la série 200. Les deux premiers, Yamal 201 et Yamal 202, seraient lancés d’ici 2001 et les deux suibants, Yamal 203 et Yamal 204, d’ici 2004. Yamal 201 et Yamal 203 seraient identiques et seraient positionnés à l’emplacement 90 ° E. Yamal 202 et Yamal 204 serait également jumeaux et être positionné à 49 ° E,,.
Yamal 101 et Yamal 102 ont été lancés ensemble le 6 septembre 1999 à 16h36 UTC à partir du Site 81/23 du cosmodrome de Baïkonour par une Proton-K/Bloc-DM-2M directement en orbite géostationnaire,. Cependant une défaillance du système électrique lors du déploiement de panneaux solaires a entraîné la perte de Yamal 101 juste après le lancement réussi,. Ainsi, Gazkom a enregistré Yamal 102 sous le nom de Yamal 101. Cela a créé une grande confusion, mais les dossiers indiquent clairement que le satellite défaillant était bien le premier Yamal 101,.
Yamal 201 et Yamal 202 ont été lancés le 24 novembre 2003 à 16:02 UTC du Site 81/23 du cosmodrome de Baïkonour par une Proton-K/Bloc-DM-2M directement en orbite géostationnaire. Le lancement et le déploiement des satellites ont été couronnés de succès et les deux ont été mis en service.
En 2007, les retards du programme ont poussé Gazkom à passer aux projets Yamal 301 et Yamal 302, annulant Yamal 203 et Yamal 204. Il s’agissait de versions plus avancées des satellites qu’ils devaient remplacer,. Cependant, début 2008, Energia (constructeur des premiers satellites) et Gazkom avaient entamé un conflit sur les coûts et le calendrier de Yamal 301 et de Yamal 302, qui avait même été soumis à arbitrage. En fin de compte, le contrat avec Energia est annulé et un nouveau Yamal-300K commandé à la hâte à ISS Reshetnev pour une date de lancement en 2009.
En février 2009, Gazprom Space Systems a annoncé un contrat avec Thales Alenia Space pour deux satellites : Yamal-401 et Yamal-402. C'était la première fois qu'un fournisseur étranger construisait un satellite pour le marché intérieur russe. Après de nombreuses interventions de l'industrie locale, le contrat pour la plate-forme et l'intégration de Yamal-401 est annulé et attribué à ISS Reshetnev, mais Thales est autorisé à conserver la charge utile,.
Le 9 août 2010, Yamal-102 a été mis hors service et envoyé sur une orbite de rebut. Le satellite a fonctionné 4 079 jours (11 ans et 2 mois), un peu en deçà de la durée de vie prévue de 12,5 ans,.
Yamal 300K a été lancé le 2 novembre 2012 à 21h04 UTC avec Loutch 5B, à partir du Site 81/23 du cosmodrome de Baïkonour par une Proton-M/Briz-M directement en orbite géostationnaire. Le lancement et le déploiement du satellite ont été couronnés de succès et Yamal 300K a été mis en service,.
Le 8 décembre 2012 à 13:13:43 UTC, un Proton-M/Briz-M lance Yamal-402 sur une orbite de transfert géostationnaire. Le même jour, GKNPZ Khrounitchev et International Launch Services ont signalé une anomalie lors du lancement, au cours de laquelle l'étape Briz-M avait échoué 4 minutes avant son extinction programmée après son quatrième allumage,. Le 10 décembre, des spécialistes de Thales Alenia Space ont effectué des manœuvres pour amener le satellite sur son orbite prévue, après une séparation prématurée de Briz-M. Le 15 décembre 2015, Yamal-402 a été positionné sur l'orbite géostationnaire prévue à la suite d’une série d'opérations d’ajustement et atteint sa position définitive (longitude) le 9 janvier suivant. Le satellite a perdu 4 années de carburant pour compenser une injection d’orbite inférieure aux prévisions.
En 2013, le conseil d'administration de Gazprom décide d'un nouveau plan. Il nécessite deux nouveaux satellites : Yamal-501 et Yamal-601. Il appelle également à la création d’une nouvelle constellation de sept satellites d’observations optiques et radar en orbite terrestre basse satellites, nommée SMOTR, et oblige également Gazprom Space Systems à développer ses propres capacités de conception et de fabrication de satellites.
En 2014, Gazprom a annoncé un contrat avec Thales Alenia Space pour son satellite Yamal-601.
Le 5 juin 2014, Yamal 201 est tombé en panne et les clients ont dû être déplacés vers d'autres satellites du réseau. Le satellite a fonctionné 3 846 jours (10 ans et 6,5 mois), soit une durée inférieure à la durée de vie prévue de 12,5 ans,,.
Le 15 décembre 2014 à 00:16:00 UTC, un Proton-M/Briz-M lance Yamal-401 directement sur orbite géostationnaire. Le lancement est réussi et le satellite est entré en service.
En 2015, à la suite de la crise de Crimée et des sanctions internationales contre la Russie, le contrat de Yamal-601 avec Thales est annulé et attribué à ISS Reshetnev (plate-forme), mais Thales est autorisé à conserver la charge utile, comme précédemment pour Yamal-401. Cependant, en avril 2016, Gazprom a pu résoudre ses problèmes et réattribuer l'intégralité du contrat à Thales.

## Historique des lancements
| Désignation | Plate-forme      | Charge utile                     | Date du contrat | Date de lancement | Lanceur             | Orbite | Résultat      | Masse au lancement | Statut                         | Identifiant COSPAR | Notes |
| ----------- | ---------------- | -------------------------------- | --------------- | ----------------- | ------------------- | ------ | ------------- | ------------------ | ------------------------------ | ------------------ | --- |
| Yamal 101   | RSC Energia USP  | Space Systems/Loral              |                 | 6 septembre 1999  | Proton-K/Bloc-DM-2M | GEO    | Succès        | 1 360 kg           | Échec à la séparation          | 1999-047A          | Lancé avec Yamal 102. Échec à la séparation,.                                                                |
| Yamal 102   | RSC Energia USP  | Space Systems/Loral              |                 | 6 septembre 1999  | Proton-K/Bloc-DM-2M | GEO    | Succès        | 1 360 kg           | Retiré le 9 août 2010          | 1999-047B          | Lancé avec Yamal 101,.                                                                                       |
| Yamal 201   | RSC Energia USP  | Alcatel Space                    | 2001            | 24 novembre 2003  | Proton-K/Bloc-DM-2M | GEO    | Succès        | 1 360 kg           | En panne depuis le 5 juin 2014 | 2003-053B          | Lancé avec Yamal 202. Tombé en panne après plus de 10 ans de service en 2014,.                               |
| Yamal 202   | RSC Energia USP  | Alcatel Space                    | 2001            | 24 novembre 2003  | Proton-K/Bloc-DM-2M | GEO    | Succès        | 1 320 kg           | Actif                          | 2003-053A          | Lancé avec Yamal 201,.                                                                                       |
| Yamal-300K  | Ekspress-1000HTA |                                  | 2009            | 2 novembre 2012   | Proton-M/Briz-M     | GEO    | Succès        | 1 870 kg           | Actif                          | 2012-061B          | Lancé avec Loutch 5B.                                                                                        |
| Yamal-402   | Spacebus-4000C3  | Thales Alenia Space              | 2009            | 8 décembre 2012   | Proton-M/Briz-M     | GEO    | Échec partiel | 5 250 kg           | Actif                          | 2012-070A          | Le satellite a perdu 4 années de carburant pour compenser une injection d'orbite inférieure à celle prévue,. |
| Yamal-401   | Ekspress-2000    | Thales Alenia Space              | 2010            | 15 décembre 2014  | Proton-M/Briz-M     | GEO    | Succès        | 2 976 kg           | Actif                          | 2014-082A          | [ 14 ] |
| Yamal-501   |                  |                                  |                 |                   |                     |        |               |                    |                                |                    | [ 26 ] |
| Yamal-601   | Ekspress-2000    |                                  | 2015            | Annulé            | Proton-M/Briz-M     | GEO    | Annulé        |                    | Annulé                         |                    | [ 32 ] |
| Yamal 203   | RSC Energia USP  | Alcatel Space                    | 2001            | Annulé            | Proton-K/Bloc-DM-2M | GEO    | Annulé        | 1 360 kg           | Annulé                         |                    | , |
| Yamal 204   | RSC Energia USP  | Alcatel Space                    | 2001            | Annulé            | Proton-K/Bloc-DM-2M | GEO    | Annulé        | 1 320 kg           | Annulé                         |                    | , |
| Yamal 301   | RSC Energia USP  | NEC Toshiba Space/Tesat Spacecom | 2003            | Annulé            | Proton-M/Bloc DM-03 | GEO    | Annulé        | 1 330 kg           | Annulé                         |                    | , |
| Yamal 302   | RSC Energia USP  | NEC Toshiba Space/Tesat Spacecom | 2003            | Annulé            | Proton-M/Bloc DM-03 | GEO    | Annulé        | 1 330 kg           | Annulé                         |                    | , |
| Yamal-401   | Spacebus-4000C3  | Thales Alenia Space              | 2009            | Annulé            | Proton-M/Briz-M     | GEO    | Annulé        | 4 900 kg           | Annulé                         |                    | [ 13 ] |
| Yamal-601   | Spacebus-4000C4  | Thales Alenia Space              | 2014            | 30 mai 2019       | Proton-M/Briz-M     | GEO    | Succès        | 5 700 kg           | Actif à partir de 19.7.2019    | 2019-031A          | , |